# Zlatá Přilba w Pardubicach

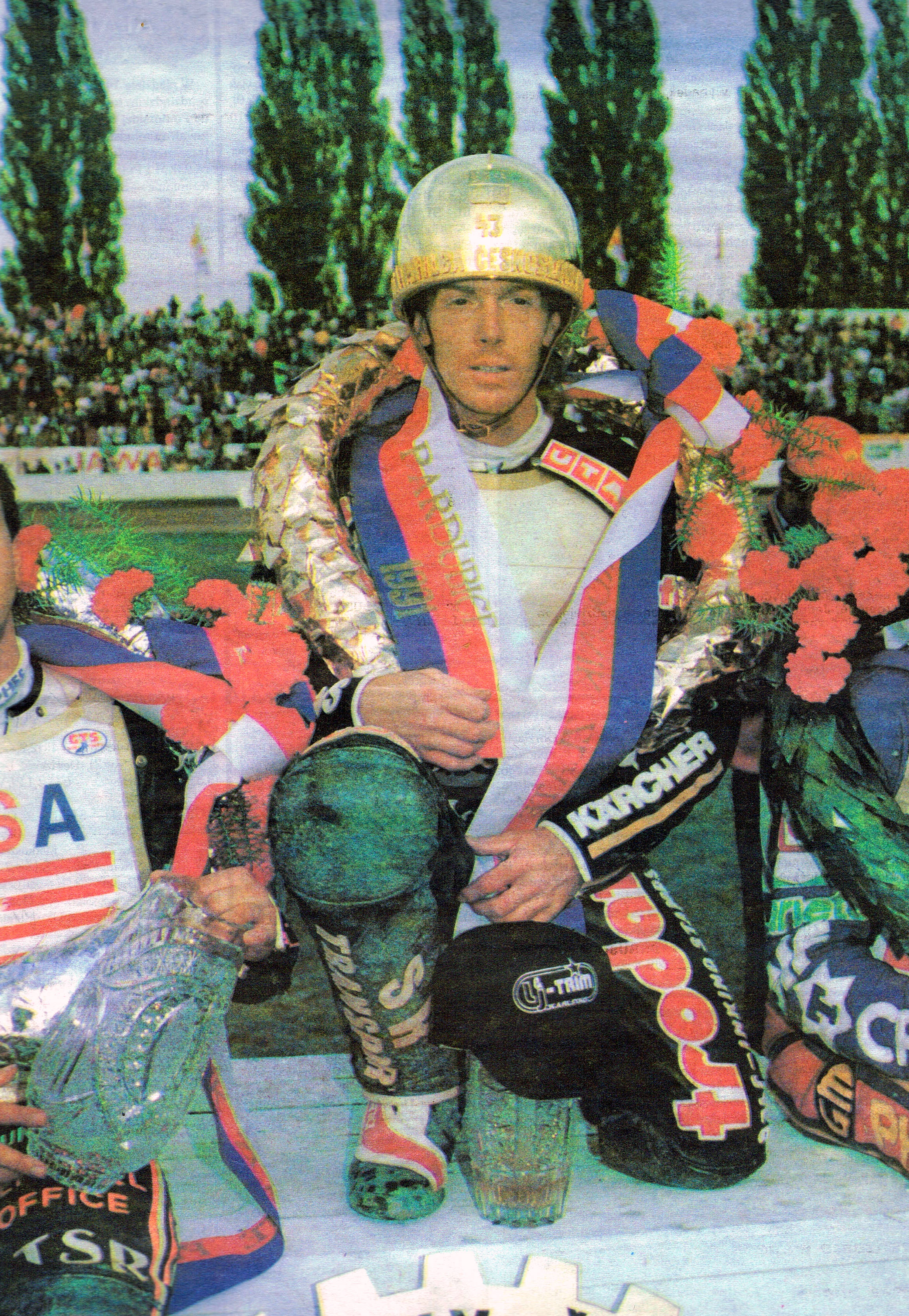
Antonin Kasper w „Zlatej Prilbie” w 1991 r.

Zlatá Přilba (Złoty Kask) – turniej żużlowy, rozgrywany od 1929 w czeskich Pardubicach. Od 1964 roku zawody odbywają się na stadionie żużlowym Svítkov, wcześniej rozgrywane były na torze wyścigów konnych o nawierzchni trawiastej i długości 2400 metrów.

## Najwięcej zwycięstw
- 7 razy: Ole Olsen
- 5 razy: Jiří Štancl
- 4 razy: Leigh Adams
- 3 razy: Tony Rickardsson, Jason Doyle